# Elena Spagnol
Elena Spagnol (1930 – 14 agosto 2020) è stata una traduttrice, gastronoma e scrittrice italiana.

## Biografia
Nata Elena Vaccari, sposò negli anni '50 Mario Spagnol, iniziando quindi a pubblicare proprie opere col cognome del marito. Tradusse, a partire dagli anni '60, testi di Bertrand Russell, Max Horkheimer, Sylvia Beach, Allardyce Nicoll, Mort Walker, P. G. Wodehouse, Ray Bradbury, Pearl S. Buck, per editori quali Feltrinelli, Rizzoli, Garzanti, Arnoldo Mondadori Editore.
Nel 1967 pubblicò con Feltrinelli Il contaminuti: libro di cucina per la donna che lavora, che inaugurò una lunghissima serie di libri di cucina, tutti più volte ristampati, tra cui si ricordano I gelati fatti in casa con o senza macchina (Milano, Rizzoli, 1975), Mangiar freddo (Milano, Mondadori, 1975), La pentola a pressione (Milano, Mondadori, 1976), Il libro della bistecca (Milano, Mondadori, 1980), L'apriscatole della felicità: 300 ricette per la cucina facile (Milano, Sperling & Kupfer, 1984), Cucina istantanea per donne che hanno altro da fare (Milano, Longanesi, 1993). Tra i suoi libri di maggior successo si ricordano anche il Dizionario di citazioni (Milano, Feltrinelli, 1971), riedito col titolo Il libro delle citazioni da Vallardi e come Enciclopedia delle citazioni (con presentazione di Enzo Biagi) nelle Garzantine, e Machiavelli per i manager, pubblicato da Longanesi nel 1988 insieme al figlio Luigi Spagnol (con prefazione di Piero Ottone), tradotto in Germania (Frankfurt am Main-Leipzig, Insel-Verlag, 1995) e ristampato da  Ponte alle Grazie.
Rimasta vedova nel 1999, morì nell'agosto 2020. Due mesi prima era deceduto il figlio Luigi.